# Ekonomiåret 1964

## Bildade företag
- Gambro, svenskt medicintekniskt företag[1]